# ズデニカ・ヴァーヴロヴァー
ズデニカ・ヴァーヴロヴァー（チェコ語: Zdeňka Vávrová、1945年 - ）は、チェコの女性天文学者である。
周期彗星であるコワル・ヴァーヴロヴァー彗星を発見したが、コマが見られなかったために彼女は小惑星だと思い込み、1983 JGという仮符号が与えられた。しかし後にチャールズ・トーマス・コワルが撮影した写真にコマが認められ、彗星であることが分かった。
彼女は115個の小惑星も発見している。1984年にアントニーン・ムルコスが発見した小惑星ズデニカは彼女の名前にちなんでいる。